# Gastropacha inornata
Gastropacha inornata is een vlinder uit de familie spinners (Lasiocampidae). De wetenschappelijke naam van deze soort is voor het eerst geldig gepubliceerd in 1859 door Frauenfeld.
De soort komt voor in tropisch Afrika.